# Enceinte de Flaujac
L'enceinte de Flaujac est une enceinte située en France sur la commune d'Espalion, dans le département de l'Aveyron en région Occitanie.
Elle fait l'objet d'une inscription au titre des monuments historiques depuis 1950.

## Localisation
L'enceinte est située sur la commune d'Espalion, dans le département français de l'Aveyron.

## Historique
L'enceinte a été bâtie au XIVe – XVe siècle.
L'édifice est inscrit au titre des monuments historiques le 17 avril 1950.

## Galerie

l'extérieur de l'enceinte
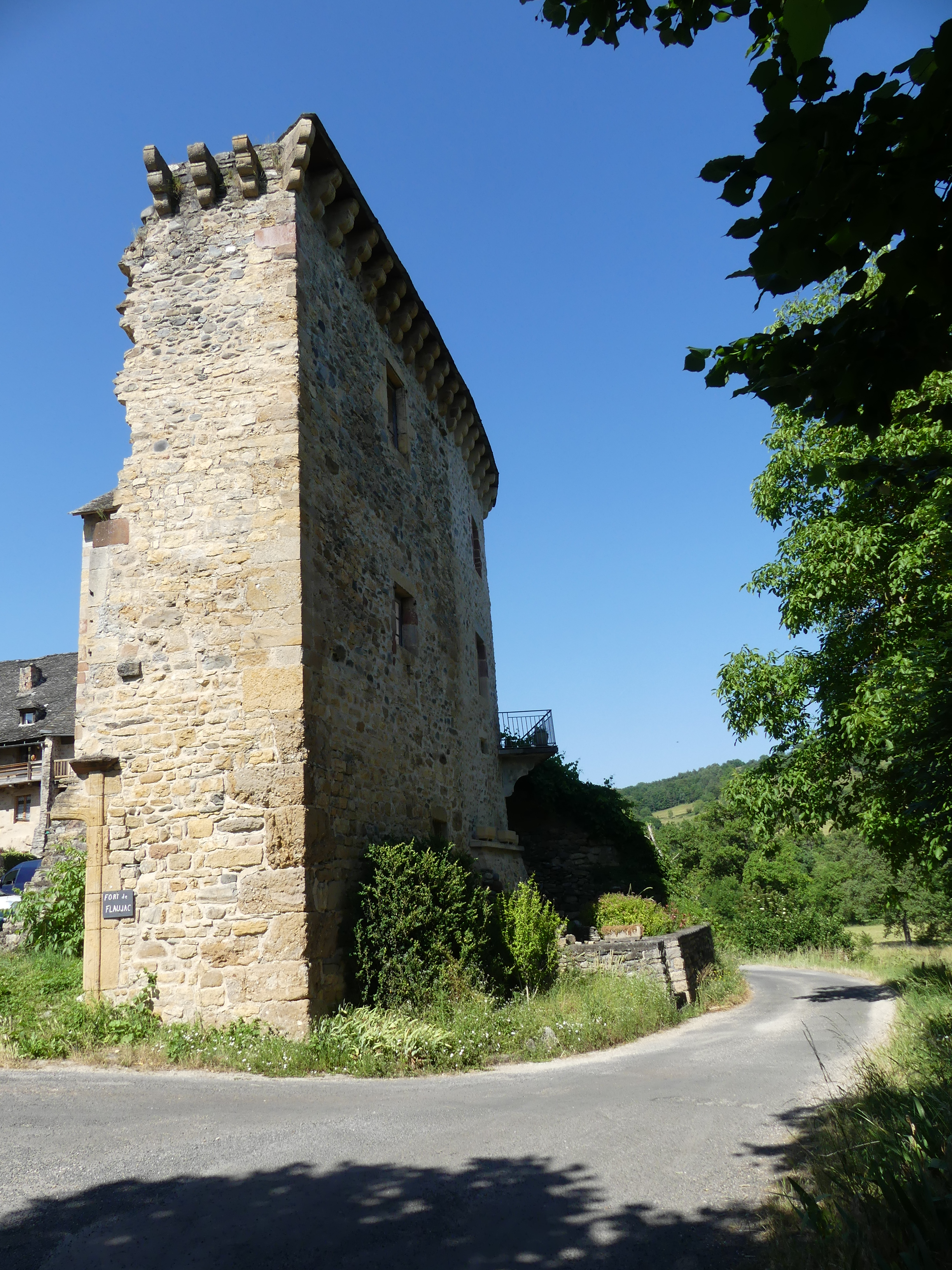
Pan de mur à l'angle sud-ouest.
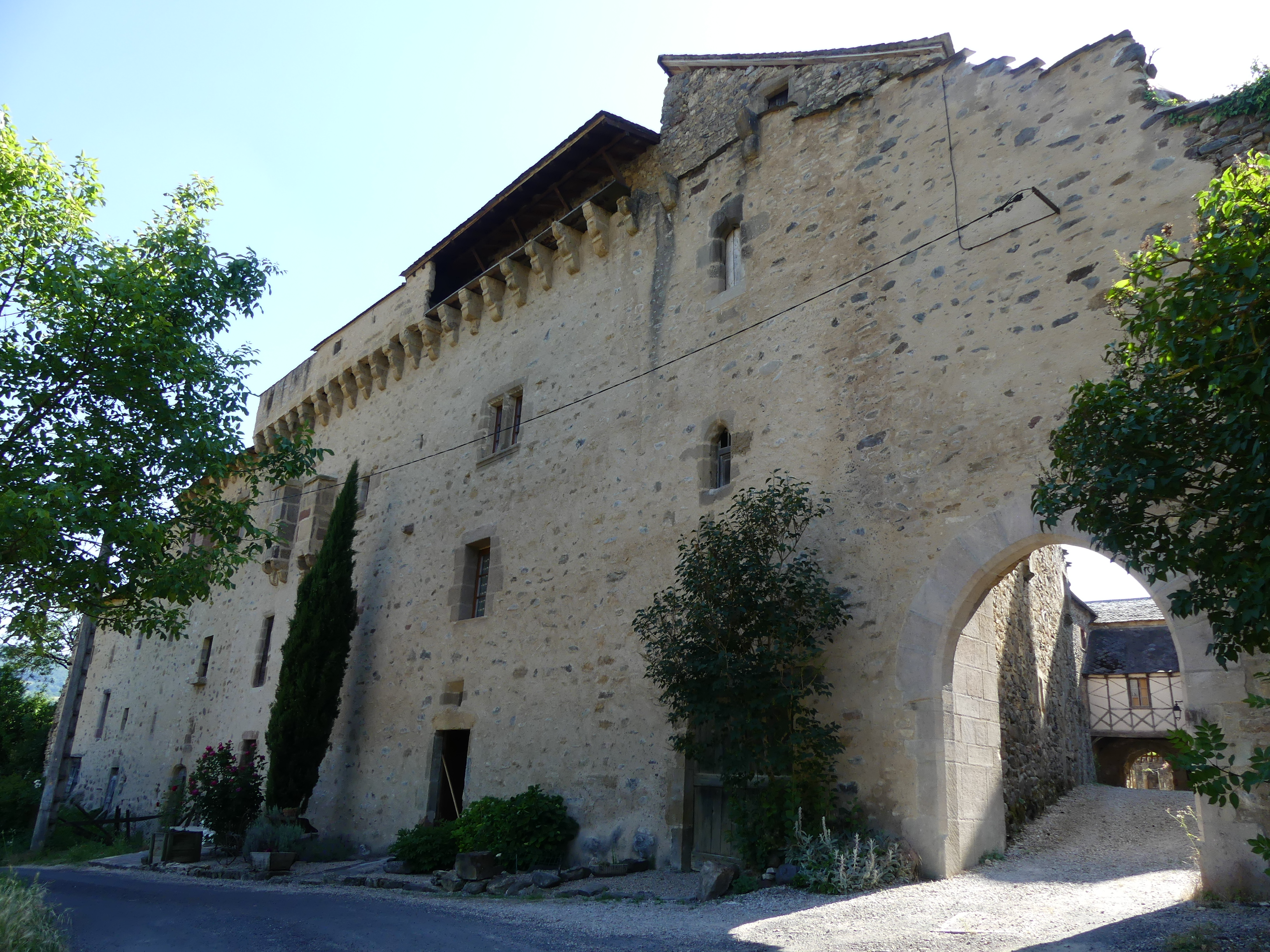
Mur oriental avec porte.
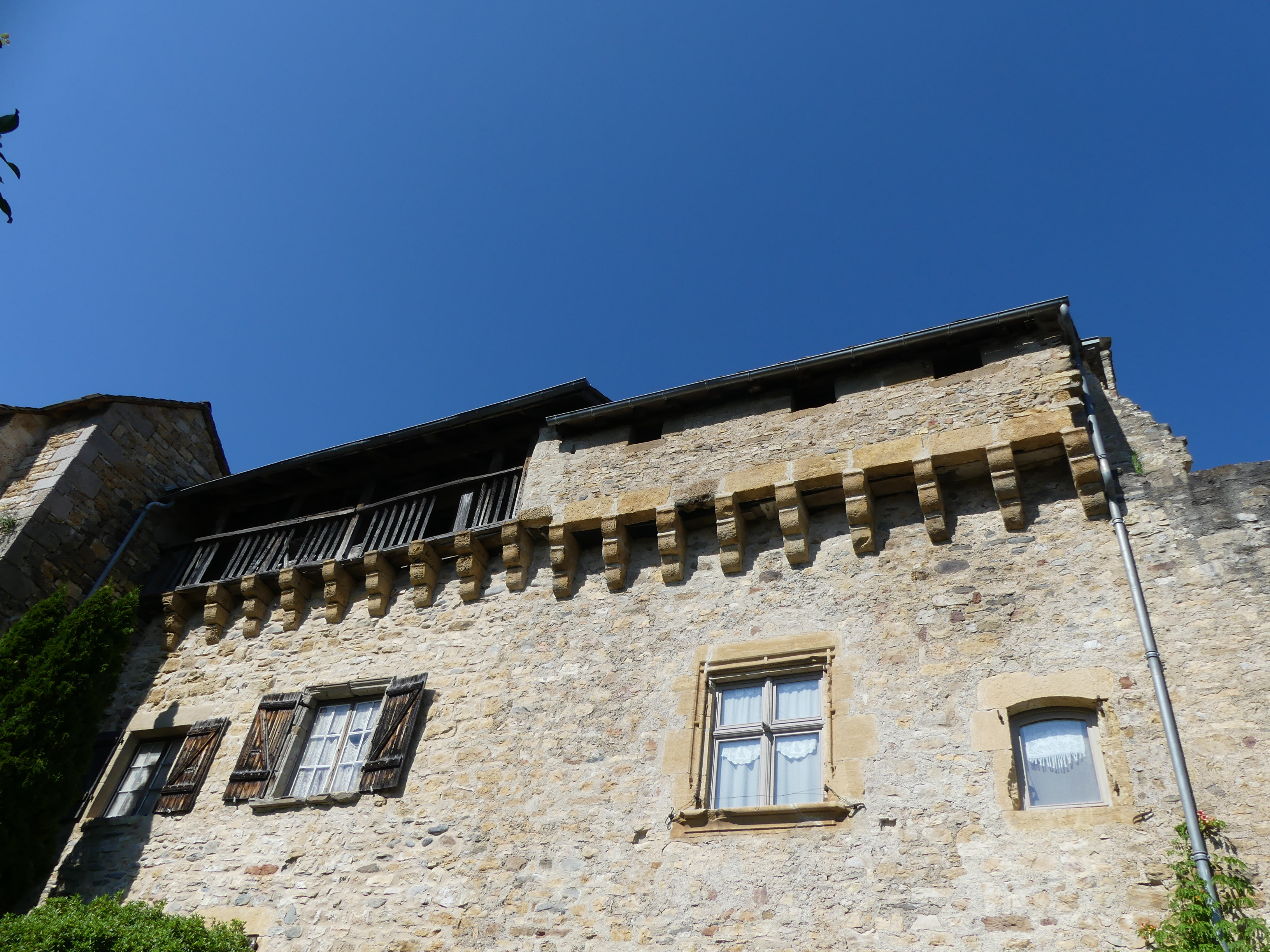
Chemin de ronde.
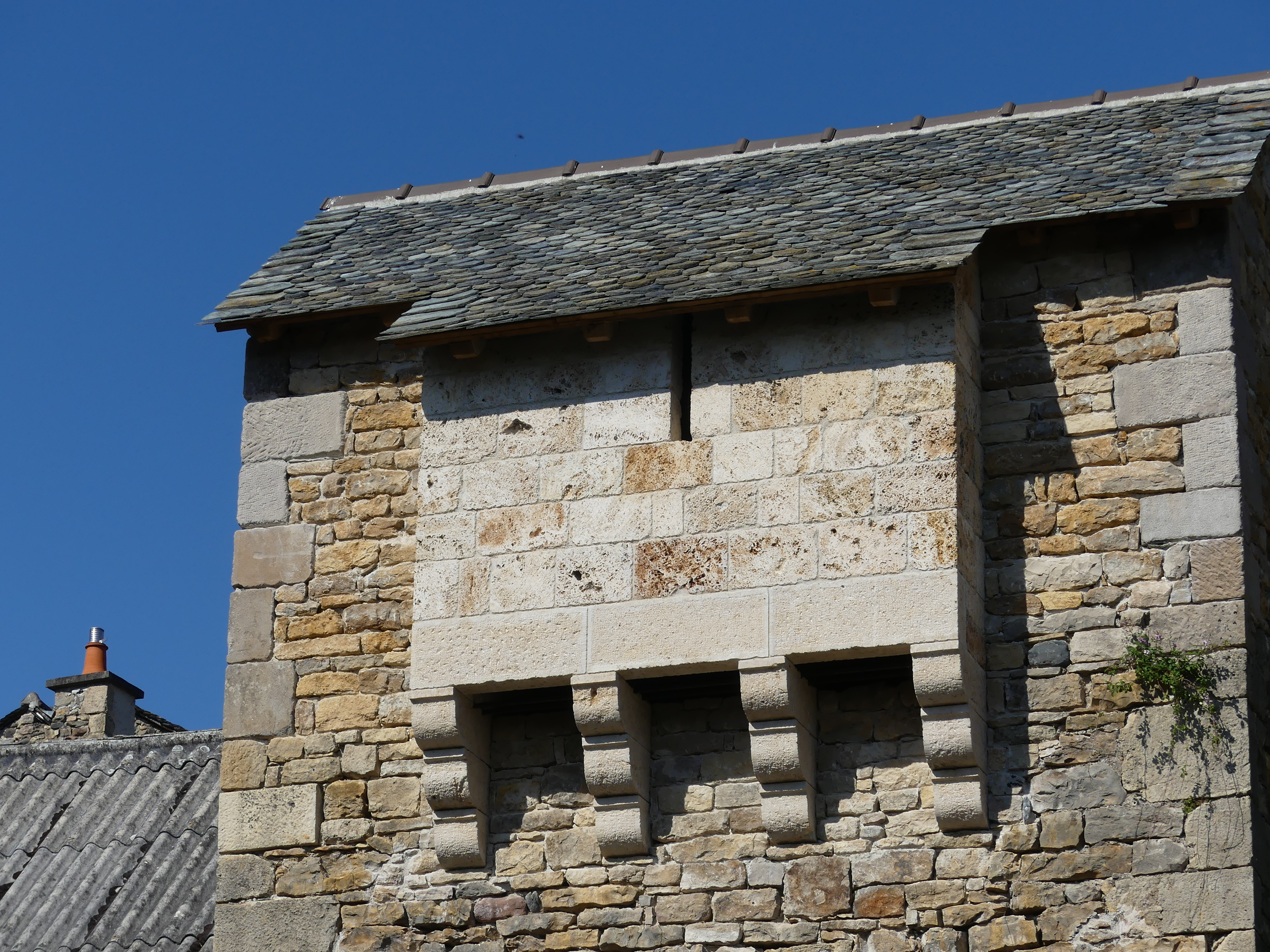
Bretèche.

l'intérieur de l'enceinte
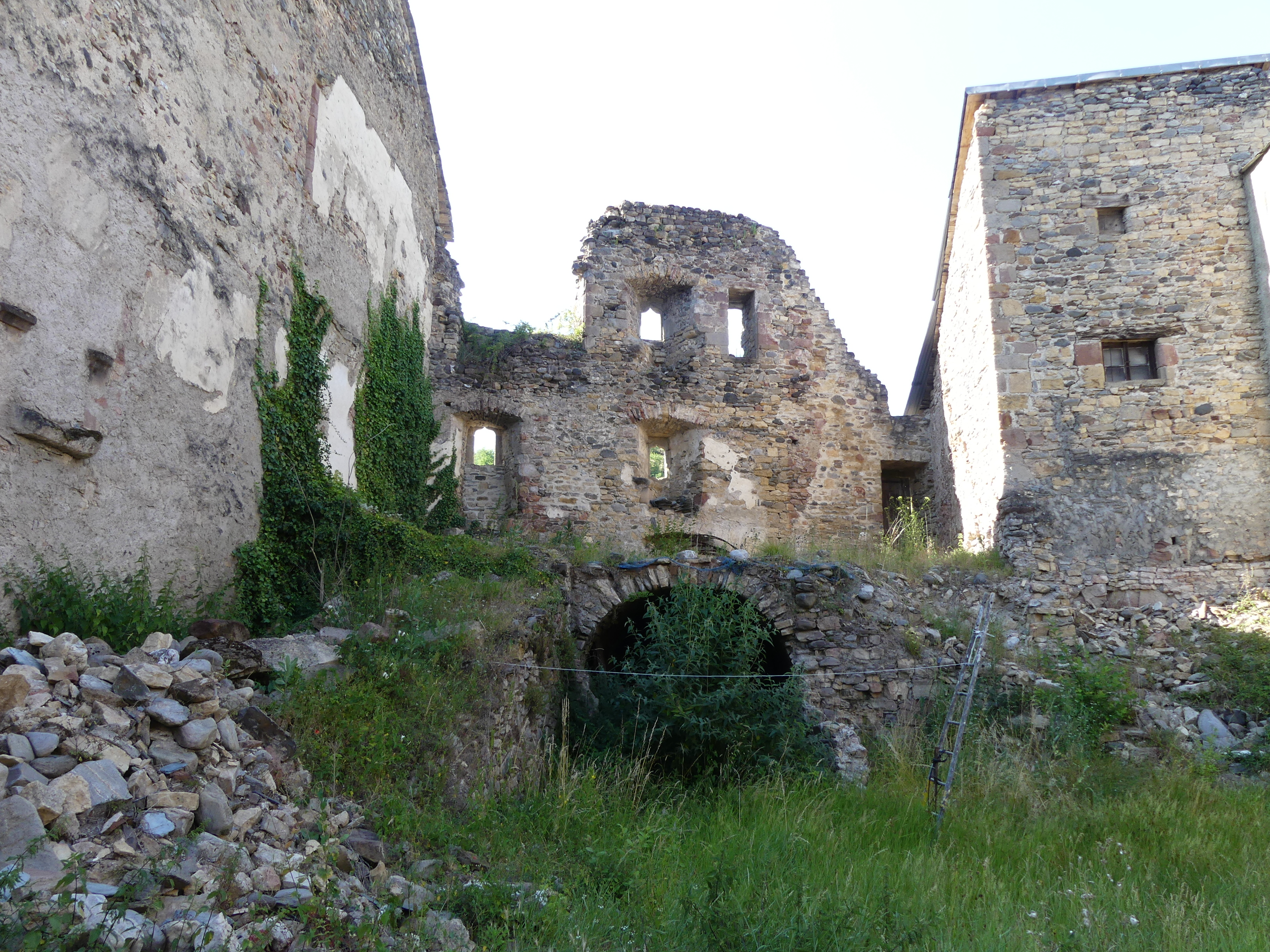
Vestiges.
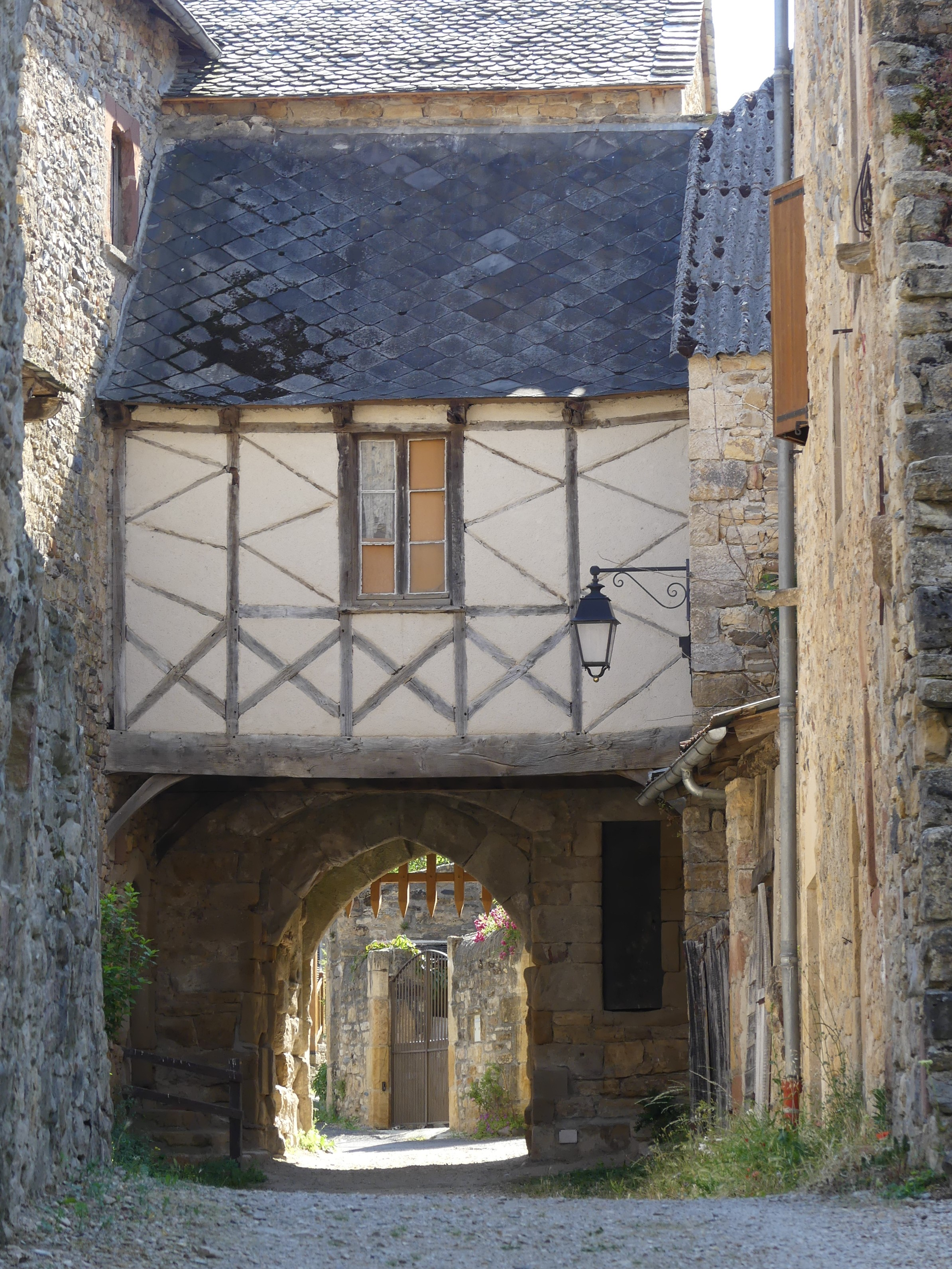
Une maison à colombages.
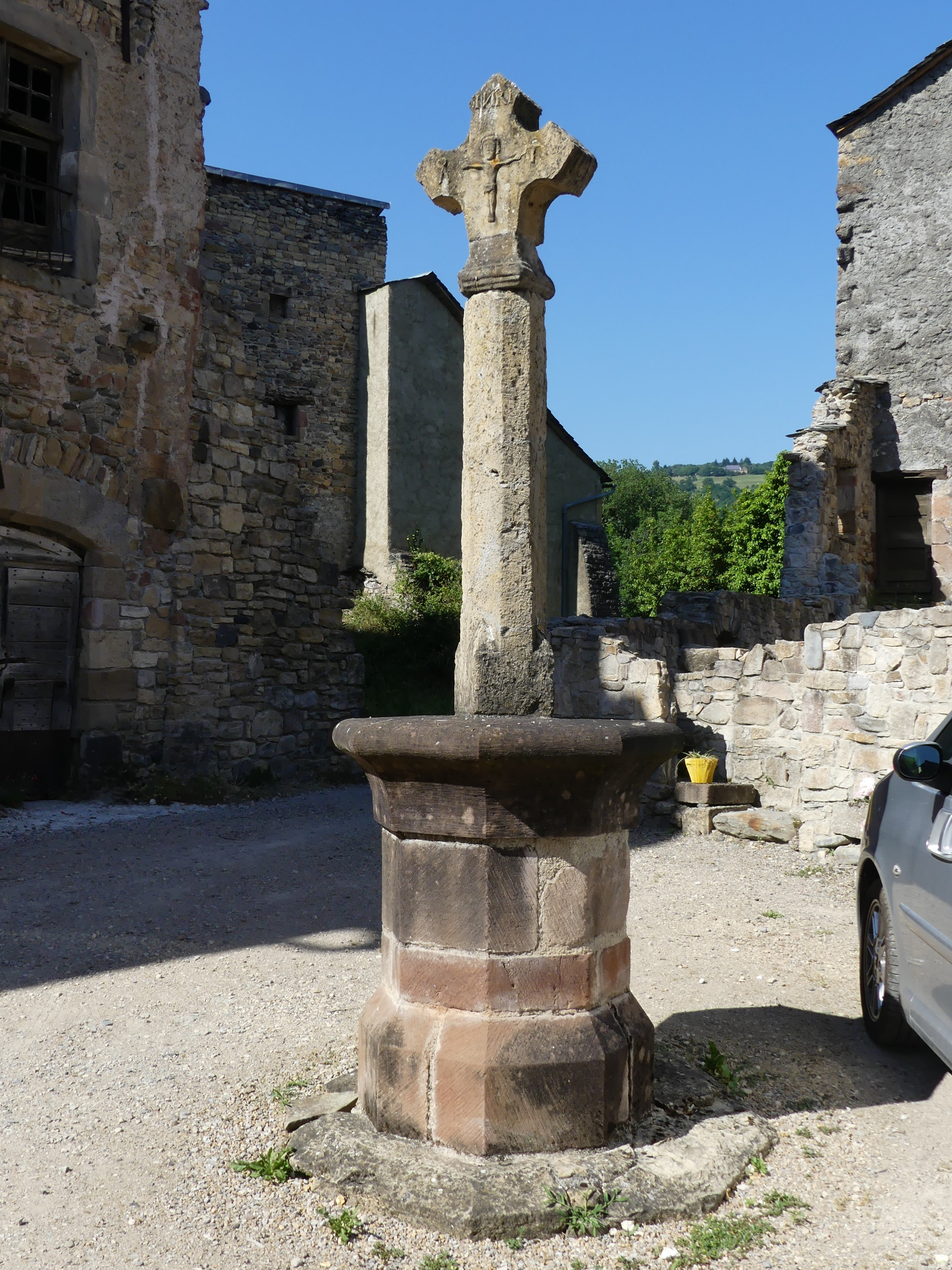
La croix.
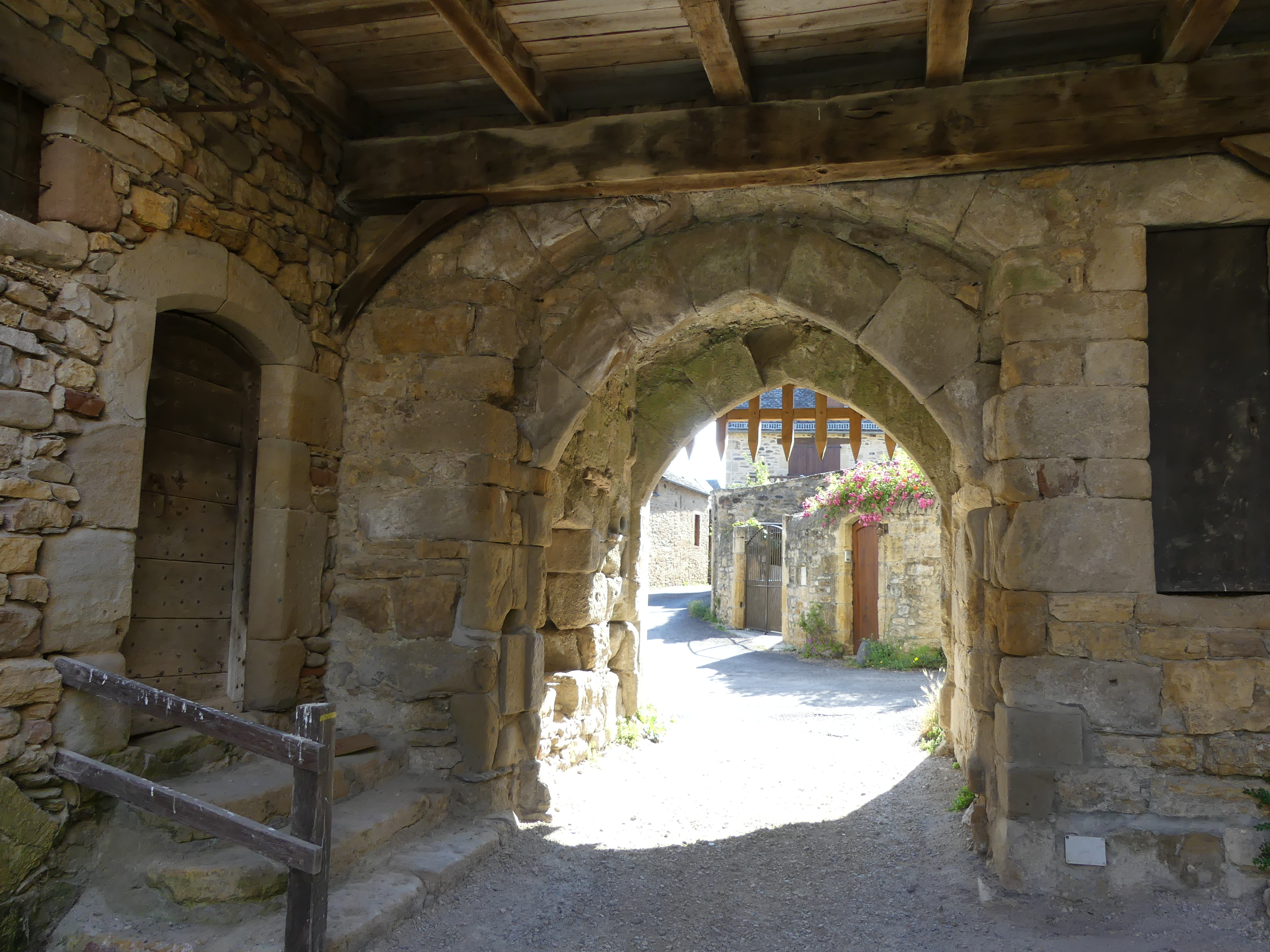
Passage couvert.